# Live and Murderous in Chicago
Live and Murderous in Chicago – pierwsze koncertowe DVD zespołu Papa Roach, wydane w 2005 roku. Zostało nagrane podczas koncertu w Chicago.

## Lista utworów
1. "Introduction"
2. "Dead Cell"
3. "Not Listening"
4. "She Loves Me Not"
5. "M-80 (Explosive Energy Movement)"
6. "Getting Away With Murder"
7. "Be Free"
8. "Life is a Bullet"
9. "Blood (Empty Promises)"
10. "Done With You"
11. "Harder Than a Coffin Nail"
12. "Blood Brothers"
13. "Born With Nothing, Die With Everything"
14. "Hit Me/Hip Hop"
15. "Take Me"
16. "Scars"
17. "Broken Home"
18. "Cocaine"
19. "Last Resort"
20. "Between Angels and Insects"
21. "End Credits"

## Dodatkowy materiał
1. Videoklipy:
  - "Last Resort"
  - "Broken Home"
  - "Between Angels and Insects"
  - "She Loves Me Not"
  - "Time and Time Again (International Version)"
  - "Getting Away With Murder"
  - "Scars"
2. Galeria:
  - "Easter egg"